# 成家川街道
成家川街道，是中华人民共和国山西省长治市潞城区下辖的一个乡镇级行政单位。

## 行政区划
截至2021年末，成家川街道下辖1个社区及18个行政村：
天脊集团社区、东邑村、成家川村、神泉村、王家村、窑上村、三井村、西山村、台东村、李家村、黄池村、会山底村、山后村、下社村、河西村、祥井村、鼎留村、郭家庄村和苗家村。